# USS Wasp (CV-7)
La USS Wasp (hull classification symbol CV-7) fu una portaerei di squadra statunitense costruita per riempire un vuoto nel tonnellaggio destinato nel settore portaerei dal trattato navale di Washington agli Stati Uniti. Questo comportò la diminuzione del numero di caldaie e conseguentemente della potenza motrice.

## Perdita

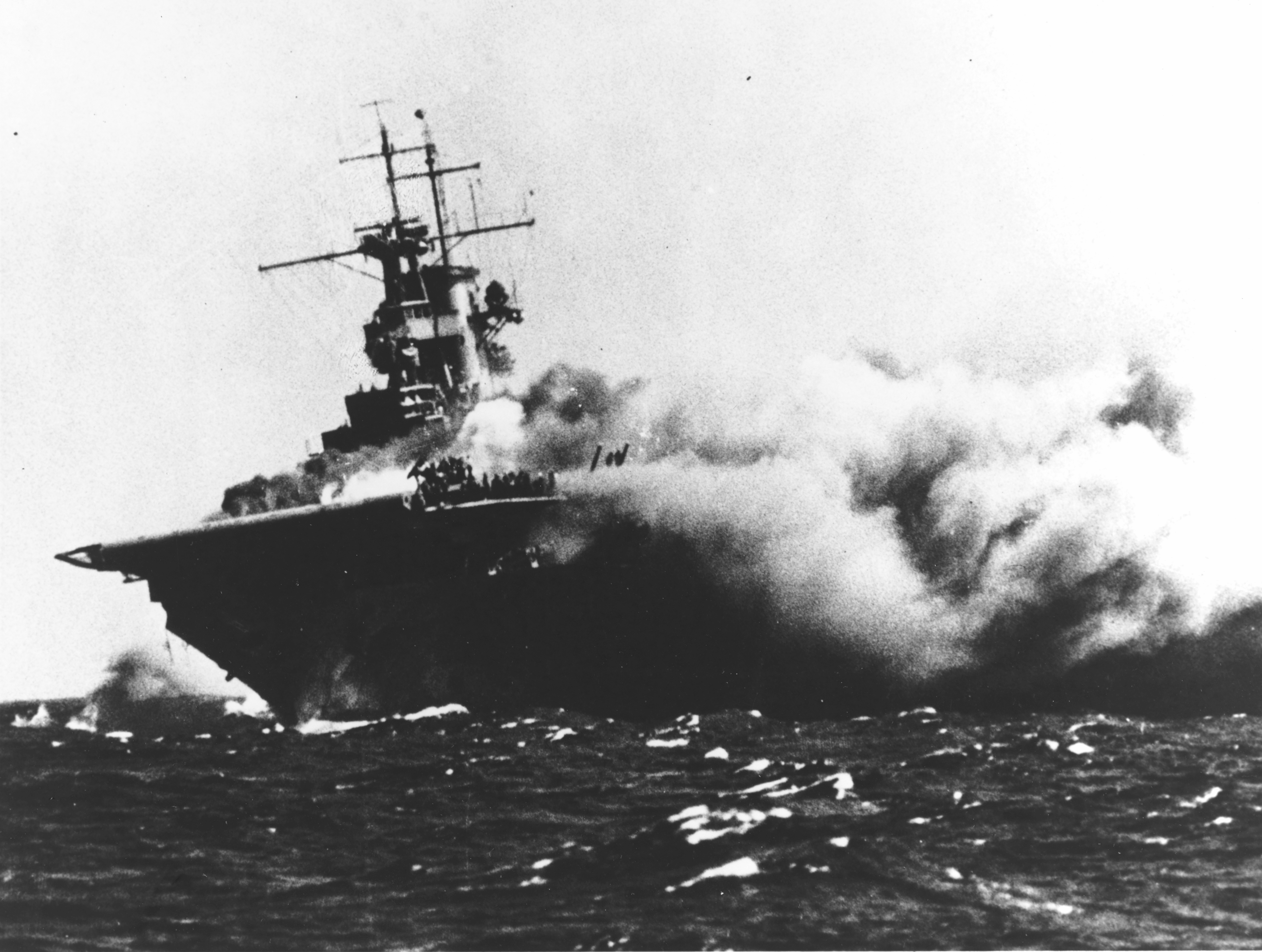
La Wasp in fiamme subito dopo essere stata colpita

La Wasp fu affondata il 15 settembre 1942 dal sommergibile giapponese I-19 con una salva di 6 siluri mentre recuperava una pattuglia aerea nei pressi di Guadalcanal, durante l'omonima campagna. Precedentemente operava nell'Atlantico per sostenere l'aviazione britannica a Malta, quindi aveva mantenuto le pattuglie aeree sopra Guadalcanal dall'agosto del 1942. Il 14 gennaio 2019 il relitto è stato fotografato ad una profondità di 4345 metri.

## Nella cultura popolare
La USS Wasp compare all'interno del manga Zipang, di Kaiji Kawaguchi, e nella relativa trasposizione anime.